# Mingus (album)
Pour les articles homonymes, voir Mingus.
Albums de Joni Mitchell
Don Juan's Reckless Daughter
(1977) Shadows and Light
(1980)
Mingus est le dixième album studio de Joni Mitchell, sorti le 13 juin 1979.
L'album est dédié à la mémoire de Charles Mingus, décédé le 5 janvier 1979. Il constitue d'ailleurs le dernier projet musical du contrebassiste. Joni Mitchell est accompagnée par des musiciens de jazz de renom comme Jaco Pastorius, Wayne Shorter ou encore Herbie Hancock.
Cet album est assez expérimental, incluant du jazz minimaliste, des guitares acoustiques dont les cordes vibrent à la limite de la saturation en surjouant avec le médiator (plectre), apparaissent aussi des hurlement de loups dans The Wolf That Lives in Lindsey. Toutes les paroles sont de Joni Mitchell. La musique de quatre titres est de Charles Mingus, trois d'entre eux étant de nouvelles compositions, le quatrième étant un hommage au saxophoniste Lester Young déjà présent dans son album de 1959, Mingus Ah Um, Goodbye Pork Pie Hat, et pour lequel Joni Mitchell a écrit les paroles.
Comme pour l'album précédent, Don Juan's Reckless Daughter, Joni a invité des membres du groupe de jazz fusion Weather Report, notamment le bassiste Jaco Pastorius et le saxophoniste Wayne Shorter. Mingus marque les premières retrouvailles en studio de Wayne Shorter et du pianiste Herbie Hancock depuis leur enregistrement commun de Native Dancer, l'album solo de Shorter, sorti en septembre 1974 et auquel participait également Milton Nascimento.
Cet album est parsemé de dialogues enregistrés, appelés « raps », fournis par Sue Graham Mingus, dont un scat chanté entre Joni et Charles, puis Charles et Sue se chamaillant à propos de son âge lors de sa fête d'anniversaire. Dans Funeral, Mingus et d'autres discutent à propos du temps qu'il lui reste à vivre et comment se dérouleront ses funérailles. Il fait référence à la Vedanta Society et affirme que « I'm going to cut Duke [Ellington]! » (Je vais dépasser Duke (en âge)). God Must Be a Boogie Man, ayant été composé deux jours après sa mort, est le seul morceau que Mingus n'a pas écouté, Joni Mitchell suggère dans les notes internes de l'album que Mingus l'aurait trouvé hilarant.
La pochette de l'album présente des peintures de Mitchell et Mingus. L'album s'est classé 3e au Top Jazz Albums et 17e au Billboard 200.

## Liste des titres
Toutes les chansons sont écrites et composées par Joni Mitchell, sauf mention contraire.
| 1. | Happy Birthday 1975 (Rap)      | Joni Mitchell, Mildred J. Hill | 0:57 |
| 2. | God Must Be a Boogie Man       |                                | 4:35 |
| 3. | Funeral (Rap)                  |                                | 1:07 |
| 4. | A Chair in the Sky             | Joni Mitchell, Charles Mingus  | 6:42 |
| 5. | The Wolf That Lives in Lindsey |                                | 6:35 |

| 1. | I's a Muggin' (Rap)             |                               | 0:07 |
| 2. | Sweet Sucker Dance              | Joni Mitchell, Charles Mingus | 8:04 |
| 3. | Coin in the Pocket (Rap)        |                               | 0:11 |
| 4. | The Dry Cleaner from Des Moines | Joni Mitchell, Charles Mingus | 3:21 |
| 5. | Lucky (Rap)                     |                               | 0:03 |
| 6. | Goodbye Pork Pie Hat            | Joni Mitchell, Charles Mingus | 5:37 |

### Musiciens
Avant d'enregistrer l'album, Joni Mitchell a eu plusieurs "sessions expérimentales" avec des musiciens new-yorkais qui avaient travaillé avec Mingus. Ces musiciens comprenaient:
- Joni Mitchell – guitare, chant
- Eddie Gómez – basse
- John Guérin – batterie
- Phil Woods – saxophone alto
- Gerry Mulligan – saxophone baryton
- Dannie Richmond – narration
- Tony Williams – batterie
- John McLaughlin – guitare
- Jan Hammer – mini Moog
- Stanley Clarke – basse

Les enregistrements des "sessions expérimentales", qui auraient été perdues, détruites ou rendues autrement indisponibles, sont aujourd'hui disponibles sous forme de disques pirates.
Le personnel sur l'album réel était:
- Joni Mitchell – guitare, chant
- Jaco Pastorius – basse ; arrangement de cor sur "The Dry Cleaner from Des Moines"
- Wayne Shorter – saxophone soprano
- Herbie Hancock – piano électrique
- Peter Erskine – batterie
- Don Alias – congas
- Emil Richards – percussion ("loops")